# Promin, Dzerjînsk
Promin (în ucraineană Промінь) este un sat în comuna Mala Kozara din raionul Dzerjînsk, regiunea Jîtomîr, Ucraina.

## Demografie
Componența lingvistică a localității Promin
     Ucraineană (100%)
Conform recensământului din 2001, toată populația localității Promin era vorbitoare de ucraineană (100%).